# Auguste Desgodins
Compléments
Principaux ouvrages : 
- Dictionnaire Thibétain-Latin-Français
- La Mission du Thibet de 1855 à 1870

Auguste Desgodins (16 octobre 1826, Manheulles - 14 mars 1913, Padang), de la Société des missions étrangères de Paris, est un des premiers missionnaires français des Marches tibétaines où il se rendit en 1861.

## Biographie
Après avoir fait ses études théologiques au grand séminaire de Verdun et au séminaire Saint-Sulpice, Auguste Desgodins est ordonné en 1850, et devient vicaire à la paroisse Notre-Dame de Verdun, où il organise un cercle militaire et devient aumônier de prison. Il entre en juillet 1854 aux Missions étrangères de Paris qui l'envoient aux Indes un an plus tard. Il embarque du Havre à bord du Sigisbert-César, le 18 juillet 1855, accompagné de Jean-Baptiste Durieu qui débarque à Pondichéry. Desgodins arrive à Calcutta en janvier 1856, puis se rend à Darjeeling dans les contreforts himalayens. Il remonte par bateau à vapeur vers Bénarès, avec le P. Louis Bernard où ils arrivent fin avril 1857, et ensuite à Agra, où ils tombent en pleine révolte des Cipayes. Ils remontent encore vers Rampour, où ils arrivent le 16 novembre 1857. Alors qu'ils cherchent à traverser les hautes montagnes plus au nord, ils reçoivent un courrier de Mgr Thomine Desmazures, vicaire apostolique, qui les appelle au Sichuan méridional, devenu unique base d'opérations. Louis Bernard, malade, renonce et part pour la Birmanie. Desgodins part seul, le 1er mai 1859, en direction de la Chine. Entretemps, il envoie à son frère, conservateur des eaux et forêts à Nancy des informations géologiques des gorges qu'il traverse. Il arrive à la procure des Missions étrangères de Hong Kong, le 10 février 1860.
Il se déguise en mandarin chinois pour traverser la Chine mandchoue, traverse toute la province de Canton, le Foulan, mais il est démasqué au Sichuan. Le vice-roi du Sichuan le renvoie à Hong Kong. De Hong Kong, il repart en sens inverse, cette fois-ci muni d'un laissez-passer chinois. Il arrive en juillet 1860 auprès de Mgr Thomine Desmazures à Talinpin. Ils obtient la permission du vice-roi de Chengdu de se rendre au Tibet et part en avril 1861, accompagné de Félix Biet. Les deux missionnaires parviennent jusqu'à Tatsienlou dans les Marches tibétaines, mais il leur est impossible d'aller plus loin. Ils s'installent au village de Bonga, mission fondée par Charles Renou, à l'écart du chemin qui mène du Sichuan à Lhassa. La région est peuplée de Lissous (plutôt dans la Haute-Salouen) et de Mossos (plutôt à l'ouest et au sud-ouest), ethnies aborigènes qui sont rétives à l'influence des lamaseries. La situation s'envenime après la mort du P. Renou en 1863, et les missionnaires sont chassés de Bonga. Ils partent avec trente-cinq de leurs convertis (d'anciens esclaves), pour fonder en 1865, la mission de Yerkalo (après une étape à Gunra), située du côté chinois, où ils achètent un terrain vendu par un paysan. Ils sont chassés sur ordre des lamaseries en 1873, mais reviennent quelques mois plus tard. Le P. Desgodins envoie une série de communications sur la géographie, la climatologie, la flore et la faune, et la géologie, etc., à la Société de géographie de Paris qui les publie dans ses bulletins. Elle lui décerne le prix Logerot en 1880 et la médaille Dupleix en 1890. Il reçoit les Palmes académiques en 1878
En 1880, Félix Biet, devenu provicaire apostolique du Tibet, l'envoie explorer le sud du Tibet. Il quitte Tatsienlou le 14 mai 1880, pour Calcutta, puis Darjeeling. Il prospecte le Sikkim, le Bhoutan et l'Assam et finalement conseille à Mgr Biet une installation à l'est de la Tista, dans les vallées de Pharizdong et de Towang, où demeure l'ethnie des Lepchas. Il se fixe donc à Padang, où un provicariat est fondé. Il y construit une chapelle. Après un voyage en France, pour trouver des fonds, il retourne à Padang.
En 1894, le P. Desgodins part pour Hong Kong à la maison de Nazareth des Missions étrangères, où il travaille à la publication d'un dictionnaire tibétain-latin-français qui voit le jour en 1899. Il retourne à Padang à l'âge de soixante-dix-sept ans, après avoir démissionné de son poste de provicaire apostolique. À la suite de l'invasion du Tibet en 1904 par les Britanniques, Auguste Desgodins est désigné « curé de Lhassa » par son évêque  Pierre-Philippe Giraudeau , mais il ne se rendra pas dans la capitale du Tibet.
Il meurt en 1913, à l'âge de 87 ans et après 63 années de sacerdoce.

## Quelques publications
Auguste Desgodins est l'auteur de plusieurs ouvrages et de lettres mais aussi de documents photographiques.

### Ouvrages
- Essai de grammaire Thibétaine: pour le langage parlé avec alphabet et prononciation, Imprimerie de Nazareth, 1899
- Dictionnaire Thibétain-Latin-Français : par les missionnaires catholiques du Thibet, Hong Kong, Imprimerie de la Société des missions étrangères, 1899, XII-1087 p. (BNF 33347747)
- Le Bouddhisme d'après les bouddhistes, Bureaux de la Revue des religions, 37, rue du Bac, Paris, 1890, in-8, 96 pages
- Mémoires, Société académique indo-chinoise (Paris, France), A. Lorgeau, A. Biet, C. E. Bouillevaux, A. de Villemereuil, Eugène Aristide Marre, Léon Feer, G. H. J. Meyners d'Estrey (comte), Auguste Desgodins, L. M. J. Delaporte, J. Depuis, éditeur : Challamel aîné, 1879
- Mots principaux des langues de certaines tribus qui habitent au Lan-tsan-kiang, au Lou-tze-kiang et Irrawady / par l'abbé Desgodins, mission. au Thibet. - Paris : Bulletin de la Société de Géographie, 1873. - [8] p. - Extr. de : Bulletin de la Société de géographie, no 5, 1873, p. 144-150.
- La Mission du Thibet de 1855 à 1870, d'après les lettres de l'abbé Desgodins, Charles H. Desgodins, 1872
- Renseignements sur les fleuves et le système des montagnes du Thibet oriental, sur les races Lou-tse, Lyssous et Térong, in: Bull. Soc. Géog. Paris, 5e sér., xviii, 1869 p. 317

### Lettres
- Lettre à propos de ses travaux au Tibet et du nouveau dalaï-lama, Yerkalo, 3 mai 1879
- 7 lettres adressées à Henri Desgodins par son oncle, Auguste. Desgodins, du 27 décembre 1864 au 10 janvier 1865

## Accueil critique
L'historien Bernard Brizay considère que les publications d'Auguste Desgodins ont permis d'« attirer l'attention de l'Occident sur le Tibet ». Gilles van Grasdorff indique que la correspondance d'Auguste Desgodins est « si remplie de détails qu'il finit par réaliser une importante monographie du Tibet ».

## À voir